# Opatowiec (Sainte-Croix)
Pour les articles homonymes, voir Opatowiec (homonymie).
Opatowiec est une localité polonaise, siège de la gmina d'Opatowiec, située dans le powiat de Kazimierza en voïvodie de Sainte-Croix.